# Lazy Love
"Lazy Love" é uma canção do quinto álbum de estúdio do cantor norte americano Ne-Yo. A canção teve sua estreia online no dia 14 de Maio de 2012. No dia 29 de Maio de 2012 ela foi lançada oficialmente nas rádios urbanas e no dia 12 de Junho teve seu lançamento oficial para downloads pela Motown Records. "Lazy Love" é o primeiro single de R.E.D., quinto álbum de estúdio de Ne-Yo. O vídeo da canção foi lançado no dia 11 de Junho de 2012 e foi dirigido por Diane Martel.

## Antecedentes e lançamento
Durante o ano de 2012, Ne-Yo gravou o seu quinto álbum de estúdio, intitulado de R.E.D.(também chamado de "Realizing Every Dream"). Lazy Love foi escolhido como primeiro single do disco e foi disponibilizado online no dia 14 de Maio de 2012 e foi lançada nas rádios urbanas no dia 29 de Maio de 2012. No dia 12 de Junho de 2012, Lazy Love foi lançada para download digital nos Estados Unidos.

## Videoclipe
A versão normal do vídeo foi lançada no BET's 106 & Park, no dia 11 de Junho de 2012. A versão explicit/dirty foi lançada no dia seguinte no canal VEVO.

## Live Performance
Ne-Yo apresentou "Lazy Love" ao vivo no BET's 106 & Park.

## Posições
| País                                            | Melhor posição |
| ----------------------------------------------- | -------------- |
| Estados Unidos (Bubbling Under Hot 100 Singles) | 14             |
| Estados Unidos (Billboard R&B/Hip-Hop Songs)    | 25             |

| Tabelas musicais (2011)                | Posição |
| -------------------------------------- | ------- |
| Estados Unidos - Hot R&B/Hip-Hop Songs | 97      |